# Blok proti islamizaci – Obrana domova
Blok proti islamizaci – Obrana domova (zkratka BPI; dříve též Svobodní, SDŽ – Strana důstojného života, Suverenita – strana důstojného života, DOMOV a DOMOV s BLOKEM PROTI ISLAMIZACI), zkratka BPI (dříve, S, SDŽ, DOMOV a DOMOV s BPi) byla česká krajně pravicová politická strana, která před jednotlivými volbami měnila název. V roce 2022 byla její činnost pozastavena a Nejvyšší správní soud ji rozpustil v prosinci 2023.

## Vývoj názvu
- od 6.5.2003: SVOBODNÍ (zkratka S)
- od 11.5.2007: SDŽ – Strana důstojného života (zkratka SDŽ)
- od 22.2.2011: SDŽ – SUVERENITA - STRANA DŮSTOJNÉHO ŽIVOTA (zkratka SDŽ)
- od 30.5.2014: DOMOV (zkratka DOMOV)
- od 11.5.2016: DOMOV s BLOKEM PROTI ISLAMIZACI (zkratka DOMOV s BPi)
- 11.5.2016 – 12.12.2023: Blok proti islamizaci – Obrana domova (zkratka BPI)

## Historie

### Svobodní
Strana byla založena 6. května 2003 pod názvem Svobodní a zkratkou S. Zakladatelkou a první předsedkyní strany byla Eva Morávková. V roce 2007 byla předsedkyní strany zvolena Jana Volfová, bývalá poslankyně za Českou stranu sociálně demokratickou.

### SDŽ – Strana důstojného života
31. března 2007 strana změnila svůj název na SDŽ – Strana dústojného života. Sjezd strany navštívil bývalý předseda vlády Miloš Zeman, který o několik dní dříve vystoupil z ČSSD.
V roce 2009 se se SDŽ spojila Strana venkova – spojené občanské síly.
V únoru 2011 se strana přejmenovala na Suverenita – strana důstojného života.

### DOMOV
30. května 2014 strana změnila svůj název ma DOMOV a stranu opustila Jana Volfová, která se stala předsedkyní strany Suverenita – Blok Jany Bobošíkové. 9. června téhož roku se novým předsedou strany stal pedagog David Štěpán.

### Blok proti islamizaci – Obrana domova
Během protiislámské vlny, která začala v roce 2015, se strana v roce 2016 přejmenovala na DOMOV s BLOKEM PROTI ISLAMIZACI a později na Blok proti islamizaci – Obrana domova. V lednu 2022 vláda navrhla pozastavit činnost strany, protože neplnila zákonné povinnosti. K pozastavení došlo 16. března 2022 a k rozpuštění v prosinci 2023.

## Volební výsledky

### Volby do zastupitelstev krajů a do Senátu 2008
Na kandidátkách strany se ve volbách do zastupitelstev krajů 2008 objevilo mnoho bývalých politiků blízkých Miloši Zemanovi. Celkem strana získala 12 602 hlasů (0,48 %), přičemž nejsilnějšího výsledku dosáhla v Jihočeském (0,97 %) a v Karlovarském kraji (0,92 %), nejslabší výsledek zaznamenala v Jihomoravském kraji (0,22 %).
Do senátních voleb postavila kandidáta v 15 z 27 obvodů, žádný nebyl zvolen. Jaromír Dušek, bývalý předseda Odborového sdružení železničářů, který kandidoval za SDŽ ve volebním obvodě 3 - Cheb, obdržel 5,61 % hlasů v 1. kole (což byl nejsilnější výsledek strany). Významnější podíl hlasů dále SDŽ získala ve volebním obvodě 30 - Kladno (3,21 %) a v obvodě 36 - Děčín (3,96 %), v ostatních obvodech byl zisk nižší než 3 %.

### Volby do Evropského parlamentu 2009
Ve volbách do Evropského parlamentu konaných v červnu 2009 obdržela SDŽ 17 061 hlasů (tj. 0,72 %).

### Volby do Poslanecké sněmovny 2010
Ve volbách do Poslanecké sněmovny v roce 2010 členové strany kandidovali na kandidátkách strany Suverenita – Strana zdravého rozumu. Společně obdrželi 192 145 hlasů (3,67 %), a nezískali tak žádný mandát.

### Volby do Poslanecké sněmovny 2017
Ve volbách do Poslanecké sněmovny v roce 2017 strana obdržela 5 077 hlasů (0,10 %), a nezískala tak žádný mandát. Volební lídryní strany byla Jana Borkovcová.